# Josep Puig i Petit
Josep Puig i Petit va morir el 1855 (és l'única data que es conserva d'ell).
Es va formar a finals del segle xviii a l'Escolania de Montserrat. Més endavant va ser mestre de capella de l'església del Sant Esperit de Terrassa a principis del segle xix, fagot de l'orquestra del Teatre Principal de Barcelona i, posteriorment, contrabaixista de la Capilla Real de Madrid.